# Bellevalia sessiliflora
Bellevalia sessiliflora är en sparrisväxtart som först beskrevs av Domenico Viviani, och fick sitt nu gällande namn av Carl Sigismund Kunth. Bellevalia sessiliflora ingår i släktet Bellevalia och familjen sparrisväxter. Inga underarter finns listade i Catalogue of Life.